# Gente de Zona
Gente de Zona est un groupe de reggaeton cubain (ou « cubaton ») composé de trois chanteurs : Alexander Delgado (fondateur et auteur), Yosdany et Fernando Otero. Le groupe a vu sa carrière prendre un essor international grâce à leur premier tube "Pa' la Gente de Mi Zona".

## Histoire
L’histoire de Gente de Zona commence en 2000, alors que Delgado essaye de rassembler plusieurs rappeurs d’Alamar, quartier de la Havane connu pour être le berceau du hip-hop cubain. Le nom du groupe, « Gente de Zona », (littéralement « gens du quartier », « gens de quartiers (pauvres) ») s’impose alors comme une évidence[Comment ?].
Delgado rencontre ensuite Michel "el Caro", et ils commencent à jouer dans des fêtes et des salles officielles de Guanabacoa et Regla (célèbres quartiers de La Havane où le hip-hop est très populaire) et surtout Alamar.
En 2005, le départ de Michel permet au groupe d’évoluer : Yosdany ("Jacob Forever") et Fernando Otero ("Nando Pro") se joignent à Alexander Delgado ("Ale") pour former le trio d'aujourd’hui. Ils enregistrent la même année leur premier album, et sortent le titre "Pa’ la Gente de Mi Zona". Le groupe connaît d'autres succès avec les titres "Soñé" ou encore "La Campana" (ces deux titres passeront dans les émissions télévisés cubaines sur Cubavision).
En 2013, départ de Nando Pro et de Jacob Forever. Le chanteur Randy Malcom (ancien membre de La Charanga Habanera) et le producteur Franc Palacio (ancien membre de Los 4) se joignent à Alexander pour poursuivre l'aventure de Gente de Zona.
En février 2021, Gente de Zona associé avec les artistes cubains Yotuel Romero, Descemer Bueno et les rappeurs Maykel Osorbo et El Funky interprète sur les réseaux sociaux Patria y vida. Ce titre prend le contrepied du slogan révolutionnaire Patria o Muerte pour dénoncer 60 ans de dictature communiste à Cuba. En 72 heures le clip fait un million de vues sur YouTube et devient viral sur les réseaux sociaux cubains ,.

## Discographie
- Gente de Zona – 2005
- Lo Mejor Que Suena Ahora – 2007
- Lo Mejor Que Suena Ahora V.2 – 2008
- Gente de zona full - 2010
- la Gozadera - 2015
- Visualizate - 2016
- Si no vuelves - 2017
- Otra Cosa - 2019
- Otra Botella Featuring Gerardo Ortíz - 2020

### Participations
- "Dame Una Noche" : Dj Chino ft. Fuego, Gente De Zona & Fito Blanko (2014)
- "Bailando" : Enrique Iglesias ft. Sean Paul, Gente de Zona & Descemer Bueno
- "Tu Me Quemas" : Chino & Nacho ft. Gente de Zona and Los Cadillacs
- "Piensas (Dile la Verdad)" : Pitbull ft.Gente de Zona (2015)*
- "He Llorado Un Niño" : Juan Magan ft. Gente de Zona
- "Ella me dijó" : Henry Santos ft. Gente de Zona & Maffio (2016)
- Fanny Lu ft. Gente De Zona - Lo Que Dios Quiera (2016)
- "Tumbao" : Prince Royce ft. Gente de Zona & Arturo Sandoval (2017)
- Jennifer Lopez - Ni Tú Ni Yo (Audio) ft. Gente de Zona (2017)
- Jesse & Joy - 3 A.M. (ft. Gente de Zona) (2017)
- Laura Pausini ft Gente De Zona - Nadie Ha Dicho (2018)
- Kylie Minogue - Stop Me From Falling feat. Gente De Zona (2018).
- Malu Trevejo and Gente de Zona – Nadie Como Yo (2018).
- Yotuel Romero - Patria y vida, Avec Gente De Zona, Maykel Osorbo, El Funky (2021)
- Jose Iglesias - Gustazo, Avec. Candelita (2025)